# Resolução 48 do Conselho de Segurança das Nações Unidas
Resolução 48 do Conselho de Segurança das Nações Unidas, aprovada em 23 de abril de 1948, convidou todas as partes envolvidas para que cumpram com a Resolução 46 do Conselho de Segurança das Nações Unidas e, para o efeito criou uma comissão de Trégua para a Palestina para ajudar o Conselho de Segurança na aplicação da trégua.
Foi aprovada com 8 votos, com 3 abstenções da Colômbia, Ucrânia e a União Soviética.